# Samostan sv. Klare u Dubrovniku
Samostan sv. Klare nalazi se južno od Vrata od Pila do dubrovačkih gradskih zidina na Poljani Paska Miličevića. Najpoznatiji je od 8 ženskih samostana u Dubrovniku.
Samostan je bio izgrađen krajem 13. i početkom 14. stoljeća. Zbog ugleda, kojega je imao, bio je jedan od najvažnijih ženskih samostana u Dubrovačkoj Republici. U dijelu samostana otvoreno je sirotište za napuštenu djecu, 1432. godine. Za djecu su skrbili do šeste godine života, a nakon toga su ih posvajale dobre obitelji. Sirotište u samostanu sv. Klare bilo je jedno od prvih takvih ustanova u svijetu. Godine 1620. samostan je zapalila časna Agneza Beneša te je za kaznu bila uzidana u tamnicu u dvoru, odakle je kasnije uspijela pobjeći.
U katastrofalnom potresu 1667. godine, samostan je bio jako oštećen te su poginule dvije trećine časnih sestara. Obnovile su ga gradske vlasti.
Kada su Dubrovnik osvojili Napoleonovi vojnici, francuske su vlasti samostan pretvorile u konjušnicu i skladište streljiva. Nakon Drugog svjetskog rata, samostan je bio pretvoren u restoran i ljetno kino. Danas ima višestruku namjenu.

### Članci
- Nekić, Nevenka. 1990. Ženski likovi u hrvatskoj povijesti. Obnovljeni život. Filozofsko teološki institut Družbe Isusove. Zagreb. 45 (6): 543–557